# گارلشتورف
گارلشتورف (به آلمانی: Garlstorf) یک شهر در آلمان است که در Salzhausen واقع شده‌است. گارلشتورف ۱٬۰۸۷ نفر جمعیت دارد.